# Retuerta (Cantabria)
Retuerta es un caserío del municipio de Luena (Cantabria, España). En el año 2024 contaba con una población de 3 habitantes (INE). La localidad se encuentra a 503 metros de altitud sobre el nivel del mar, y a 7,5 kilómetros de la capital municipal, San Miguel de Luena.
- Datos: Q6106840